# Juliaca lepida
Juliaca lepida är en insektsart som beskrevs av Victor Antoine Signoret 1855. Juliaca lepida ingår i släktet Juliaca och familjen dvärgstritar. Inga underarter finns listade i Catalogue of Life.